# Mer de Savu
La mer de Savu ou mer de Sawu est une mer de l’archipel  indonésien située entre les îles de Florès, Sumba et Timor. Elle doit son nom à l'île indonésienne de Savu.

## Géographie
L'Organisation hydrographique internationale définit les limites de la mer de Savu de la façon suivante :
- Au nord : Le long des côtes nord des îles Alor, Pantar, Kawula et Adonara et de là une traversée de l’extrémité septentrionale du détroit de Florès jusqu’à l’extrémité orientale de Florès (8° 18′ 27″ S, 123° 01′ 15″ E), de là la côte nord de l'île jusqu'au toro Keritamese (8° 52′ 05″ S, 119° 54′ 40″ E), sa pointe sud-ouest, les côtes nord de l'île de Komodo et de l'îlet Banta, et une ligne jusqu’au cap Naru (8° 18′ 50″ S, 119° 00′ 14″ E), pointe nord-est de l'île de Sumbawa.

- À l'est : Le méridien 125° Est entre Alor et Timor.

- Au sud : Depuis un point de longitude 125° Est sur la côte nord de Timor jusqu’à sa pointe sud-ouest, le cap Oecina (10° 21′ 16″ S, 123° 27′ 24″ E), de là une ligne jusqu’à la pointe nord-est de l'île Roti (tanjung Mondo) (10° 28′ 19″ S, 123° 25′ 32″ E), puis à travers cette île jusqu’au cap Boa, sa pointe sud-ouest (10° 56′ 35″ S, 122° 50′ 49″ E), de là une ligne jusqu'à l'île Dana, puis jusqu'au cap Ngunju (10° 19′ 02″ S, 120° 27′ 13″ E), extrémité sud-est de l'île de Sumba, et le long de la côte sud de cette île jusqu'au cap Karosso (9° 33′ 22″ S, 118° 55′ 39″ E), son extrémité nord-ouest.

- À l'ouest : Depuis le cap Naru (8° 18′ 50″ S, 119° 00′ 14″ E), la pointe nord-est de Sumbawa, les côtes est et sud de cette île jusqu’au cap Doro (8° 52′ 58″ S, 118° 30′ 11″ E), de là une ligne jusqu'au cap Karosso (9° 33′ 22″ S, 118° 55′ 39″ E), extrémité nord-ouest de Sumba.